# バークレー牧場
『バークレー牧場』（バークレーぼくじょう、原題：The Big Valley）は、1965年9月15日から1969年5月19日までアメリカン・ブロードキャスティング・カンパニー (ABC) で放送されていたアメリカ合衆国のテレビドラマ。1870年代のカリフォルニア州・ビッグバレーで大牧場を営むバークレー一家の家族愛と正義を描いた、ホームドラマ風の西部劇である。

## あらすじ
夫を亡くして家長となった母親ビクトリアを中心に、弁護士の長男ジャロッド、カウボーイの次男ニック、腹違いで、後にバークレー家に迎えられるガンマンの三男ヒース、医学生の四男ユージン、そして長女オードラの兄妹が、家族や牧場にふりかかるトラブルに立ち向かっていく。ヒースは、ビクトリアの夫サムが仕事で出向いたストロベリーの町で酒場女に生ませた子で、放浪の果てにビッグバレーのバークレー牧場に辿りついた。血の繋がりは無いものの、ヒースはビクトリアに母親としての愛情を感じ、バークレー家の一員となる。

## キャスト

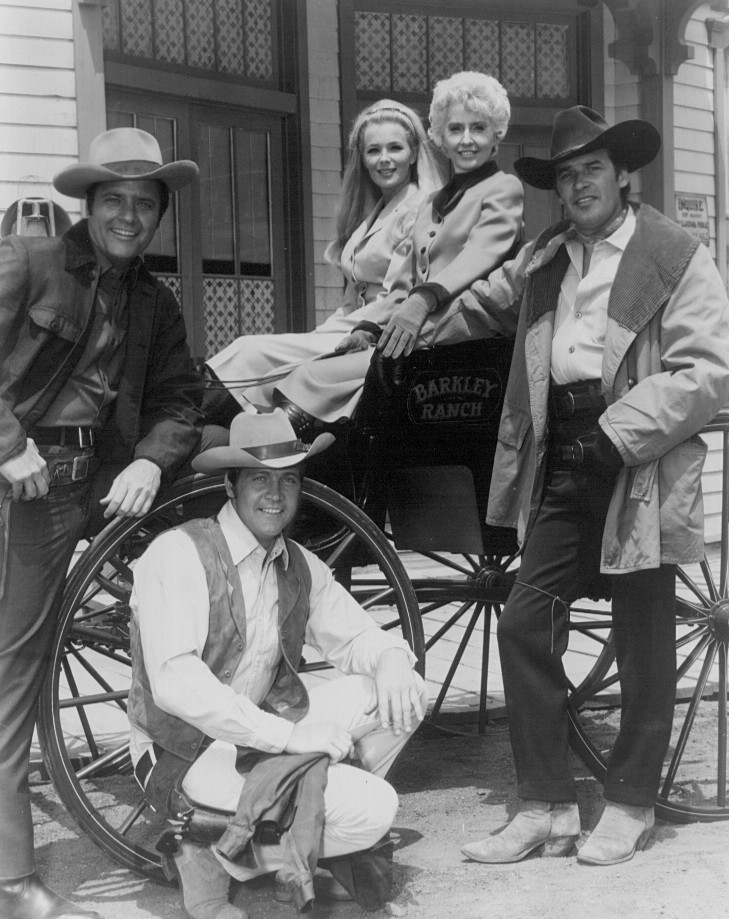
主要キャスト。左から、リチャード・ロング、リー・メジャース、リンダ・エヴァンス、バーバラ・スタンウィック、ピーター・ブレック。

- ビクトリア：バーバラ・スタンウィック（吹替：西乃砂恵）
- ジャロッド：リチャード・ロング（吹替：浦野光）
- ニック：ピーター・ブレック（英語版）（吹替：近石真介）
- ヒース：リー・メジャース（吹替：野沢那智）
- オードラ：リンダ・エヴァンス
- ユージン：チャールズ・ブライレス（英語版）
- サイラス：ナポレオン・ホワイティング（英語版）（吹替：山口崇）
  - 参考：番組ガイド：「バークレー牧場」: 【海外ドラマ番組ガイド☆テレプレイ】
  - リチャード・ドレイファスやチャールズ・ブロンソン（吹替：森山周一郎）もゲスト出演していた[1]。

## バークレー牧場のモデル
- バークレー牧場のモデルはかつてカラベラス郡西部にあったヒル牧場で、作中でジャロッドが住んでいるストックトンからそう離れていない[2]。ヒル牧場は1855年から1931年まで存在しており、広さ1,000エーカー（4平方キロメートル）、モケルムニ川がその牧場を流れていた。この牧場はローソン・ヒルという人物が経営していたが、1861年に殺害されたため、替わって妻のエウフェミア、通称アンティー・ヒル（ヒルおばさん）が牧場の女主人となった。夫との間には4人の子供（息子3人、娘1人）がいた。牧場はカマンチェ湖の底に沈み、カマンチェ・サウス・ショア・パークにはこの牧場に関する碑がある。

## 他媒体での展開
- 1966年から1969年までに、アメリカのデルコミックス（英語版）から本作の漫画版が6冊発行された。
- 2011年2月現在、アメリカで本作の映画化が進められている。この映画版では、ビクトリア役をジェシカ・ラングが、テレビ版でヒース役を演じていたリー・メジャースがビクトリアの夫のトム役を演じている[3]。

## 日本での放送
日本では、1965年11月20日から1966年6月11日までNET（現・テレビ朝日）系列局で第1シーズン全30話が放送され、その後1968年10月4日から1969年4月1日、および1969年9月12日から1970年3月27日まで東京12チャンネル（現・テレビ東京）で『新・バークレイ牧場』と題して第2シーズン全30話と第3シーズンのうち20話・第4シーズンのうち5話が放送されていた。NETテレビでの放送時間は毎週土曜 22:00 - 22:56、東京12チャンネルでの放送時間は毎週金曜 21:00 - 21:56 （日本標準時）。また朝日放送では1969年4月4日から10月31日まで金曜24:45 - 25:40枠で、11月13日から1970年6月25日まで木曜24:25 - 25:40枠で第2シーズン以降が放送されていた。